# بطولة آسيا للرماية 2015
بطولة آسيا للرماية 2015 كانت بطولة رياضية دولية للرماية أقيمت في مدينة الكويت، الكويت خلال الفترة ما بين يومي 1 و12 نوفمبر (تشرين الثاني) 2015، وقد كان من المفترض أن تكون هذه البطولة بمثابة التصفيات الآسيوية المؤهلة لدورة الألعاب الأولمبية الصيفية 2016 في ريو دي جانيرو بالبرازيل، لكن كنتيجة لتعليق اللجنة الأولمبية الدولية عضوية اللجنة الأولمبية الوطنية الكويتية بسبب التدخل الحكومي، فقدت هذه البطولة صفتها كتصفيات قارية مؤهلة لدورة الألعاب الأولمبية الصيفية 2016 في ريو دي جانيرو.

كان من المقرر أن يتولى يائير دافيدوفيتز، المندوب الفني الإسرائيلي للاتحاد الدولي لرياضة الرماية الإشراف على تنظيم بطولة آسيا للرماية 2015 في الكويت، غير أن الحكومة الكويتية رفضت منح تأشيرة الدخول للمندوب الفني الإسرائيلي والسماح له بالإشراف على بطولة آسيا للرماية 2015 والتي كان من المفترض لها أن تكون بمثابة البطولة الآسيوية المؤهلة لأولمبياد ريو دي جانيرو 2016 مما دفع اللجنة الأولمبية الدولية والاتحاد الدولي لرياضة الرماية إلى نقل تصفيات قارة آسيا المؤهلة لأولمبياد ريو دي جانيرو 2016 إلى مدينة نيودلهي في الهند. وجاء في تصريحات اللجنة الأولمبية الدولية حول هذا القرار ما يلي: 
يأتي هذا القرار بعد رفض إدارة الهجرة الكويتية منح تأشيرة الدخول للمندوب الفني الإسرائيلي المُعيّن من الاتحاد الدولي للرياضات الأولمبية، يائير دافيدوفيتش، والذي كان من المقرر أن يُشرف على الحدث نيابةً عن الاتحاد. ويُعدّ رفض منح التأشيرة مخالفًا لمبدأ عدم التمييز المنصوص عليه في الميثاق الأولمبي.
أقيمت بطولة آسيا للرماية 2015، وهي النُسخة الثالثة عشرة من بطولة آسيا للرماية، على مجمع ميادين الشيخ صباح الأحمد الأولمبي في مدينة الكويت بالكويت بمشاركة 1200 رام ورامية مثلوا 36 دولة آسيوية.

## الميداليات

### منافسات الرجال
| المنافسة                                                                                  | الذهبية                                                      | الفضية                                                         | البرونزية                                                               |
| ----------------------------------------------------------------------------------------- | ------------------------------------------------------------ | -------------------------------------------------------------- | ----------------------------------------------------------------------- |
| الرماية بالمسدس الهوائي لمسافة 10 متر                                                     | جين جونغ أوه · كوريا الجنوبية                                | بانغ وي · الصين                                                | بو كيفنغ · الصين                                                        |
| الرماية بالمسدس الهوائي لمسافة 10 متر للفرق                                               | الصين · بانغ واي · وانغ شيوي · بو كيفينج                     | كوريا الجنوبية · جين جونغ أوه · كيم تشيونج يونج · لي داي ميونغ | فيتنام · هوانغ شوان فينه · نجوين هوانج فونج · تران كووك كوانج           |
| الرماية بالمسدس المركزي لمسافة 25 متر                                                     | جانغ داي كيو · كوريا الجنوبية                                | قالب:بيانات بلد تابلاند                                        | فيجاي كومار · الهند                                                     |
| الرماية بالمسدس المركزي لمسافة 25 متر للفرق                                               | كوريا الجنوبية · هوانج يون سام · جانغ داي كيو · كيم جون هونغ | الهند · ساماريش جونغ · فيجاي كومار · بيمبا تامانجغ             | فيتنام · ها مينه ثانه · هوانغ شوان فينه · فان شوان تشوين                |
| الرماية بالمسدس الأولمبي السريع لمسافة 25 متر                                             | لي يوي هونغ · الصين                                          | تشانغ فوشينغ · الصين                                           | كيم جون هونغ · كوريا الجنوبية                                           |
| الرماية بالمسدس الأولمبي السريع لمسافة 25 متر للفرق                                       | الصين · لي يوي هونغ · تشانغ فوشينغ · تشانغ جيان              | كوريا الجنوبية · كيم جون هونغ · هوانغ يون سام · جانغ داي كيو   | الهند · أكشاي سوهاس أشتابوتري · نيراج كومار · فيجاي كومار               |
| الرماية بالمسدس القياسي لمسافة 25 متر                                                     | جانغ داي كيو · كوريا الجنوبية                                | ماهيندرا سينغ · الهند                                          | أويوني توغولدور · منغوليا                                               |
| الرماية بالمسدس القياسي لمسافة 25 متر للفرق                                               | كوريا الجنوبية · هوانغ يون سام · جانغ داي كيو · كيم جون هونغ | الصين · لي يوي هونغ · تشانغ فوشينغ · تشانغ جيان                | الهند · نيراج كومار · غوربريت سينغ · ماهيندرا سينغ                      |
| الرماية بالمسدس لمسافة 50 متر                                                             | بارك داي هون · كوريا الجنوبية                                | جيتو راي · الهند                                               | بانغ وي · الصين                                                         |
| الرماية بالمسدس لمسافة 50 متر للفرق                                                       | كوريا الجنوبية · جين جونغ أوه · لي داي ميونغ · بارك داي هون  | الصين · ماي جياجي · بانج وي · وانغ شيوي                        | تايبيه الصينية · تشانغ لو · كو كوان تينغ · يانغ جوي هاو                 |
| الرماية ببندقية هوائية 10 متر                                                             | يانغ هاوران · الصين                                          | تساو ييفي · الصين                                              | بوريا نوروزيان · إيران                                                  |
| الرماية ببندقية هوائية 10 متر للفرق                                                       | الصين · تساو ييفي · يانغ هوران · تشو تشينان                  | كوريا الجنوبية · تشوي تشانغ هون · كيم داي سيون · كيم سانغ دو   | إيران · حسين باقري · بوريا نوروزيان · محمد زائر رضائي                   |
| الرماية بالبندقية عيار صغير في وضع الانبطاح لمسافة 50 متر                                 | أتابون وي آري · تايلاند                                      | هان جين سيوب · كوريا الجنوبية                                  | كيم جونغ هيون · كوريا الجنوبية                                          |
| الرماية بالبندقية عيار صغير في وضع الانبطاح لمسافة 50 متر للفرق                           | كوريا الجنوبية · هان جين سيوب · كيم هيون جون · كيم جونغ هيون | الصين · هو كاي · لي جياهونغ · تشاو شنغبو                       | كازاخستان · أليكسي كليميونوف · ايجور بيريكيف · الكسندر يرماكوف          |
| الرماية بالبندقية عيار صغير ثلاثة أوضاع (الوقوف، نصف الجثو، الانبطاح) لمسافة 50 متر       | كيم جونغ هيون · كوريا الجنوبية                               | تشو تشينان · الصين                                             | هوى تسيتشنغ · الصين                                                     |
| الرماية بالبندقية عيار صغير ثلاثة أوضاع (الوقوف، نصف الجثو، الانبطاح) لمسافة 50 متر للفرق | كوريا الجنوبية · هان جين سيوب · كيم هيون جون · كيم جونغ هيون | الصين · تساو ييفي · هوي تسيتشنغ · تشو تشينان                   | كازاخستان · ايجور بيريكيف · الكسندر يرماكوف · يوري يوركوف               |
| الرماية ببندقية صيد حفرة أولمبية                                                          | لي يونغ سيك · كوريا الجنوبية                                 | هاجن توباسيو · الفلبين                                         | طلال الرشيدي · الكويت                                                   |
| الرماية ببندقية صيد حفرة أولمبية للفرق                                                    | الكويت · فهيد الديحاني · عبدالرحمن الفيحان · طلال الرشيدي    | الصين · جاو بو · لي يانغ · تشانغ يياو                          | الهند · كينان تشيناي · مانافجيت سينغ ساندو · بريثفيراج تونديمان         |
| الرماية ببندقية صيد حفرة أولمبية المزدوجة                                                 | [فهيد الديحاني]] · الكويت                                    | هو بينيوان · الصين                                             | حمد المري · قطر                                                         |
| الرماية ببندقية صيد حفرة أولمبية المزدوجة للفرق                                           | الكويت · أحمد العفاسي · فهيد الديحاني · سعد المطيري          | الصين · هو بينيوان · وانغ هاو · شيو تينغ                       | قطر · مسعود حمد العذبة · راشد حمد العذبة · حمد المري                    |
| الرماية ببندقية صيد سكيت                                                                  | سعود حبيب · الكويت                                           | سيف بن فطيس · الإمارات العربية المتحدة                         | تانغ شواي · الصين                                                       |
| الرماية ببندقية صيد سكيت للفرق                                                            | الصين · جين دي · تانغ شواي · تشانغ فان                       | الكويت · زيد المطيري · عبد الله الرشيدي · سعود حبيب            | الإمارات العربية المتحدة · محمد حسين أحمد · سعيد آل مكتوم · سيف بن فطيس |

### منافسات السيدات
| المنافسة                                                                                      | الذهبية                                                                 | الفضية                                                                   | البرونزية                                                                   |
| --------------------------------------------------------------------------------------------- | ----------------------------------------------------------------------- | ------------------------------------------------------------------------ | --------------------------------------------------------------------------- |
| الرماية بالمسدس الهوائي لمسافة 10 متر                                                         | هينا سيدو · الهند                                                       | أوتريادين جونديغما · منغوليا                                             | كيم جانج مي · كوريا الجنوبية                                                |
| الرماية بالمسدس الهوائي لمسافة 10 متر للفرق                                                   | كوريا الجنوبية · هان يو جونغ · كيم جانج مي · أوه مين كيونغ              | تايبيه الصينية · تيان شيا تشن · وو تشيا يينغ · يو آي ون                  | الصين · قوه ونجون · تشانغ مينجكسو · تشانغ جينغ جينغ                         |
| الرماية بالمسدس لمسافة 25 متر                                                                 | تشانغ جينغ جينغ · الصين                                                 | هان يو جونغ · كوريا الجنوبية                                             | كاو ليجيا · الصين                                                           |
| الرماية بالمسدس لمسافة 25 متر للفرق                                                           | كوريا الجنوبية · هان يو جونغ · كيم جانج مي · كوه يون                    | الصين · تشين ينغ · تساو ليجيا · تشانغ جينغ جينغ                          | منغوليا · تايفان باتارين جانتول · أوتريادين جونديجما · تسوغبادراخين مونخزول |
| الرماية ببندقية هوائية 10 متر                                                                 | يي سيلينغ · الصين                                                       | دو لي · الصين                                                            | نرجس إمامغولينيجاد · إيران                                                  |
| الرماية ببندقية هوائية 10 متر للفرق                                                           | الصين · دو لي · يي سيلينغ · تشانغ بينبين                                | إيران · إلهه أحمدي · نرجس إمامغولينيجاد · ماهلاغا جامبوزورغ              | كوريا الجنوبية · إم ها نا · كيم هاي إن · لي سونغ يون                        |
| الرماية ببندقية من عيار صغير في وضع الانبطاح لمسافة 50 متر                                    | جانيل سريكباييفا · كازاخستان                                            | سونونتا ماجتشاشيب · تايلاند                                              | مسلمة ذو الكفل · ماليزيا                                                    |
| الرماية ببندقية من عيار صغير في وضع الانبطاح لمسافة 50 متر للفرق                              | كازاخستان · يليزافيتا كورول · جانيل سريكباييفا · فيوليتا ستاروستينا     | تايلاند · سونونتا ماجتشاشيب · راتشادابورن بلينغسينغثونغ · سوباماس وانكاو | الصين · تشين دونغ تشي · دو لي · تشانغ بينبين                                |
| الرماية ببندقية من عيار صغير في ثلاثة أوضاع (الوقوف، نصف الجثو، الانبطاح) لمسافة 50 متر       | تشين دونغ تشي · الصين                                                   | تشولون بادراخين نارانتويا · منغوليا                                      | يو سيو يونغ · كوريا الجنوبية                                                |
| الرماية ببندقية من عيار صغير في ثلاثة أوضاع (الوقوف، نصف الجثو، الانبطاح) لمسافة 50 متر للفرق | الصين · تشن دونغكي · دو لي · تشانغ بينبين                               | كوريا الجنوبية · جانج ها نا · كوون نا را · يو سيو يونج                   | الهند · لاجا جوسوامي · إليزابيث كوشي · أنجوم مودجيل                         |
| الرماية ببندقية صيد حفرة أولمبية                                                              | لين يي تشون · تايوان                                                    | راي باسيل · لبنان                                                        | ليو ينجزي · الصين                                                           |
| الرماية ببندقية صيد حفرة أولمبية للفرق                                                        | الصين · دينغ ويون · ليو ينجزي · تشو جينجيو                              | كوريا الجنوبية · تشو سيون آه · كانغ جي يون · لي بو نا                    | كازاخستان · أناستاسيا دافيدوفا · ماريا دميترينكو · أوكسانا سيريد            |
| الرماية ببندقية صيد سكيت                                                                      | إيسارابا إمبراسيرتسوك · تايلاند                                         | لين بياوبياو · الصين                                                     | وي نينغ · الصين                                                             |
| الرماية ببندقية صيد سكيت للفرق                                                                | تايلاند · إيسارابا إمبراسيرتسوك · سوتيا جيوتشالوميت · نوتشايا سوتاربورن | الصين · لين بياوبياو · وي منغ · وي نينج                                  | الكويت · شيخة الرشيدي · ايمان الشماع · عفراء بن حسين                        |

## ترتيب الفرق المشاركة
*   البلد المضيف (مضيف)
| المرتبة | فريق                     | ذهبية | فضية | برونزية | المجموع |
| ------- | ------------------------ | ----- | ---- | ------- | ------- |
| 1       | كوريا الجنوبية           | 13    | 7    | 5       | 25      |
| 2       | الصين                    | 12    | 15   | 9       | 36      |
| 3       | الكويت                   | 4     | 1    | 2       | 7       |
| 4       | تايلاند                  | 3     | 3    | 0       | 6       |
| 5       | كازاخستان                | 2     | 0    | 3       | 5       |
| 6       | الهند                    | 1     | 3    | 5       | 9       |
| 7       | تايبيه الصينية           | 1     | 1    | 1       | 3       |
| 8       | منغوليا                  | 0     | 2    | 2       | 4       |
| 9       | إيران                    | 0     | 1    | 3       | 4       |
| 10      | الإمارات العربية المتحدة | 0     | 1    | 1       | 2       |
| 11      | لبنان                    | 0     | 1    | 0       | 1       |
| 11      | الفلبين                  | 0     | 1    | 0       | 1       |
| 13      | قطر                      | 0     | 0    | 2       | 2       |
| 13      | فيتنام                   | 0     | 0    | 2       | 2       |
| 15      | ماليزيا                  | 0     | 0    | 1       | 1       |
| المجموع | المجموع                  | 36    | 36   | 36      | 108     |